# Lanceoppia cucheana
Lanceoppia cucheana är en kvalsterart som beskrevs av Sandór Mahunka 1994. Lanceoppia cucheana ingår i släktet Lanceoppia och familjen Oppiidae. Inga underarter finns listade i Catalogue of Life.